# Красний Хутір (Купинський район)
Красний Хутір (рос. Красный Хутор) — присілок у Купинському районі Новосибірської області Російської Федерації.
Входить до складу муніципального утворення Новоніколаєвська сільрада. Населення становить 47 осіб (2010).

## Історія
Згідно із законом від 2 червня 2004 року органом місцевого самоврядування є Новоніколаєвська сільрада.

## Населення
| 2002 | 2007 | 2010 |
| ---- | ---- | ---- |
| 102  | ↘56  | ↘47  |